# Streckenfeuer
Ein Streckenfeuer war eine Einrichtung zur optischen Kennzeichnung einer Luftstraße und erleichterte die Sichtflugnavigation bei Nacht.

## Technik
Es bestand aus einer Lampe, die erhöht auf einem Turm montiert war, wobei entweder bestehende Türme oder eigens hierfür erbaute Türme verwendet wurden. Streckenfeuer wurden in Abständen von ca. 30 Kilometern errichtet, so dass der Flugzeugführer stets zwei im Blick haben konnte, um seinen Kurs zu halten.

## Geschichte
Eine erste mit Lichtern markierte 100 Kilometer lange Luftstraße wurde 1921 zu Versuchszwecken von der U.S. Army in den Vereinigten Staaten eingerichtet. Das System wurde Transcontinental Airway System genannt. Im Laufe der 1920er-Jahre wurden Luftstraßen nach diesem Prinzip im ganzen Land eingerichtet. Im Deutschen Reich wurde 1926 die erste beleuchtete Luftstraße zwischen Berlin und Königsberg eingerichtet. Zu Beginn der 1930er Jahre wurden mehrere Luftstraßen in Deutschland, Frankreich, Belgien, den Niederlanden und Dänemark mit Streckenfeuern versehen. Sie waren bis in die 1960er Jahre in Betrieb und wurden dann durch Funknavigationshilfen ersetzt. Von den meisten Streckenfeuern existieren heute nur noch Fundamentreste. In Polen sind noch einige dieser Türme erhalten.
In den USA existierten im Juni 1930 21.000 Kilometer beleuchtete Nachtflugstrecken, die in 8 Bezirke gegliedert waren, mit insgesamt 1119 Dreh- und 416 Blinkfeuern.

### Erhaltene Leuchtfeuer
- Bobruvka (49 27 27 N 16 4 29 O)
- Ceska Bela (49 38 7 N 15 41 34 O)
- Czachów (52 54 55 N 14 15 38 O)
- Kosierzewo (54.29348 N 16.689518 O)
- Kurozwęcz (54°3'21"N 16°16'4"O)
- Lecze (54.268060 N 19.488300 O)
- Leuchtern (51.138338 N 16.778209 O)
- Naborow (51.276075 N 16.652258 O)
- Nowakowo (54.214980 N 19.369140 O)
- Niederkirch (50.475178 N 18.248802 O)
- Ostrowite (52°22'35"N 18°2'44"O)
- Katarzyna (52°19'45"N 18°53'16"O)
- Ruszki (52°16'6"N 20°9'54°O)
- Sanka (50°4'25"N 19°39'8"O)